# Kubitza Glacier
Kubitza Glacier är en glaciär i Antarktis. Den ligger i Västantarktis. Argentina, Chile och Storbritannien gör anspråk på området. Kubitza Glacier ligger 707 meter över havet.
Terrängen runt Kubitza Glacier är varierad. Trakten är obefolkad. Det finns inga samhällen i närheten.